# Bayburt
Bayburt (armenisch Բաբերդ Papert) ist eine türkische Stadt im Nordosten Anatoliens an den Ufern des Çoruhflusses. Sie ist Hauptstadt der gleichnamigen Provinz Bayburt und zugleich des zentralen Landkreises (Merkez). Zum Landkreis gehören noch 121 Dörfer (Köy), von denen Konursu mit 1147 Einwohnern das größte ist.

## Geschichte
Die Garnisonsstadt Bayburt lag an der Seidenstraße und wurde von vielen Völkern beherrscht, beispielsweise durch die Urartäer, Armenier, Perser, das Römische Reich und die Seldschuken. Sie wurde im Laufe ihrer Geschichte mehrmals umbenannt.
Die Mongolen wurden hier 1364 von Alexios III., dem Kaiser von Trapezunt, besiegt. 1462 kämpfte hier der osmanische Sultan Mehmed II. gegen die türkischstämmigen Akkoyunlu. 1825 wurde die Stadt bei einer Invasion der Russen völlig zerstört, aber wieder aufgebaut. Bayburt gehörte früher zu Erzurum und nach der Gründung der Republik Türkei 1923 zur Provinz Gümüşhane. Mit Schaffung der Provinz Bayburt 1989 erhielt sie Provinzstatus.

## Sehenswürdigkeiten

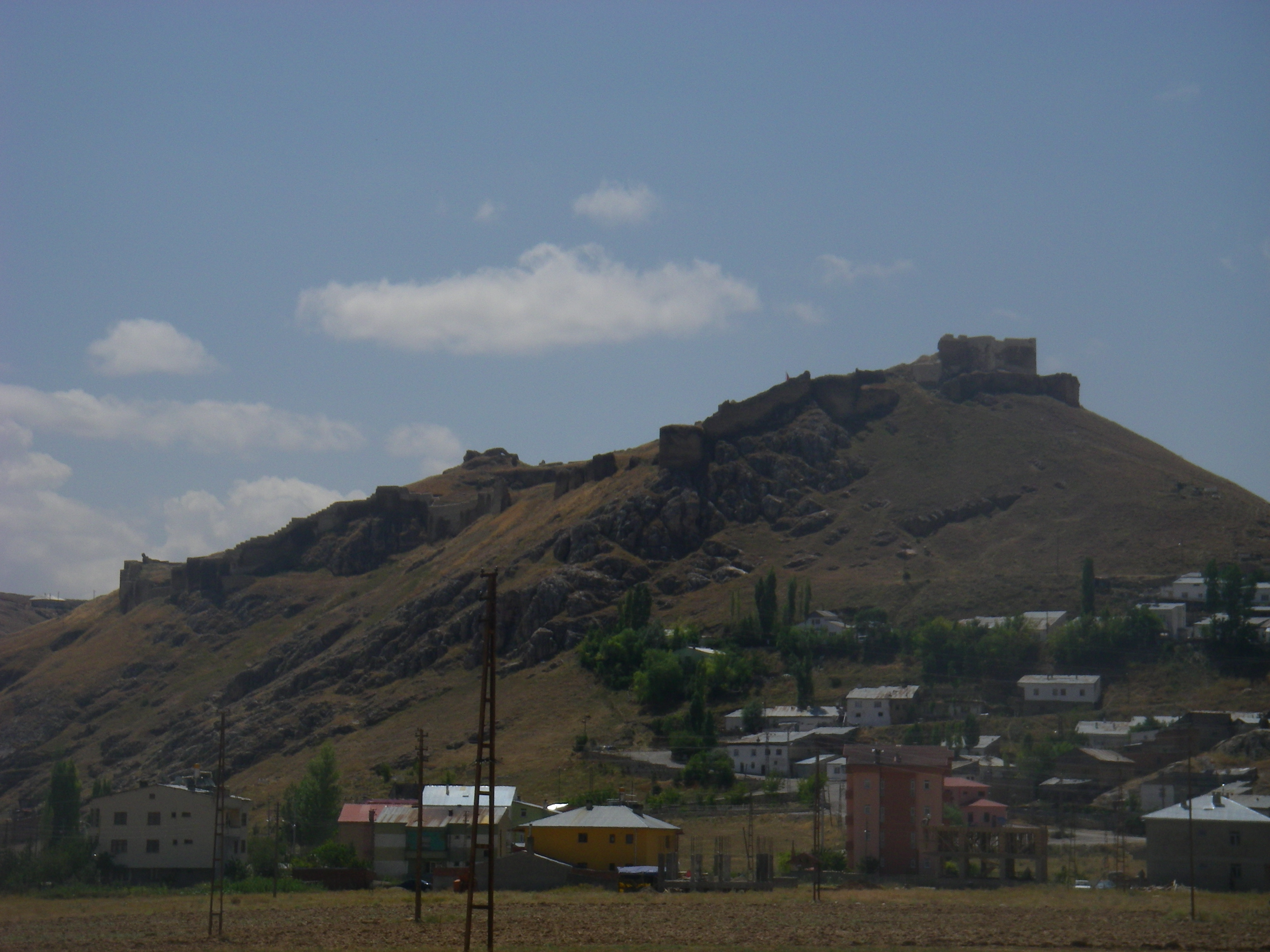
Fort Bayburt

Sehenswert sind die Badehäuser von Bent, Ali Şingâh, Paşaoğulları und Pulur, die Große Moschee (Ulu Cami) von Bayburt, die Moscheen von Kutluk Bey, Pulur und Yukarı Hınzevrek, Hart, die Ruinen von Ksanta und Varzahan, Meydan, die Korganbrücke, die Türben von Taşhan und Şehit Osman.
Die Burg Bayburt Kalesi liegt innerhalb der Stadt auf einem steilen Felsvorsprung oberhalb des Çoruh. Der heutige Bau ist eine osmanische Festung mit seldschukischem Vorgängerbau: Die Umfassungsmauer wurde durch die türkische Antikenverwaltung restauriert. Vom Burgberg stammen eisenzeitliche Scherben, die auf einen urartäischen Vorgängerbau schließen lassen.

## Klimatabelle
|                        | Jan  | Feb  | Mär   | Apr   | Mai   | Jun   | Jul  | Aug  | Sep  | Okt  | Nov  | Dez  |   |        |
| Mittl. Temperatur (°C) | −5,4 | −4,2 | 1,3   | 7,2   | 11,9  | 15,9  | 19,3 | 19,5 | 15,2 | 9,9  | 2,7  | −3,0 | ⌀ | 7,6    |
| Mittl. Tagesmax. (°C)  | −0,2 | 1,3  | 6,9   | 13,5  | 18,8  | 23,7  | 27,8 | 28,6 | 24,2 | 17,6 | 9,0  | 2,1  | ⌀ | 14,5   |
| Mittl. Tagesmin. (°C)  | −9,7 | −8,8 | −3,5  | 1,7   | 5,8   | 8,6   | 11,4 | 11,6 | 7,7  | 4,0  | −2,0 | −6,9 | ⌀ | 1,7    |
|                        |      |      |       |       |       |       |      |      |      |      |      |      |   |        |
| Niederschlag (mm)      | 29,3 | 32,1 | 47,3  | 67,5  | 78,5  | 47,0  | 25,9 | 16,8 | 23,0 | 47,1 | 31,0 | 30,1 | Σ | 475,6  |
|                        |      |      |       |       |       |       |      |      |      |      |      |      |   |        |
| Regentage (d)          | 8,33 | 8,17 | 10,23 | 13,87 | 16,03 | 10,30 | 5,30 | 4,77 | 5,57 | 9,07 | 7,57 | 8,30 | Σ | 107,51 |

| −9,7 |

| −8,8 |

| −3,5 |

| 1,7 |

| 5,8 |

| 8,6 |

| 11,4 |

| 11,6 |

| 7,7 |

| 4,0 |

| −2,0 |

| −6,9 |

| −9,7 |

| −8,8 |

| −3,5 |

| 1,7 |

| 5,8 |

| 8,6 |

| 11,4 |

| 11,6 |

| 7,7 |

| 4,0 |

| −2,0 |

| −6,9 |

## Bevölkerungsentwicklung
Nachfolgende Tabelle zeigt den vergleichenden Bevölkerungsstand am Jahresende für die Stadt, den Landkreis und die Provinz Bayburt und den jeweiligen Anteil an der übergeordneten Verwaltungsebene. Die Zahlen basieren auf dem 2007 eingeführten adressbasierten Einwohnerregister (ADNKS).

| Jahr | Stadt  | Stadt | Landkreis | Landkreis | Provinz |
| Jahr | real   | proz. | real      | proz.     | real    |
| ---- | ------ | ----- | --------- | --------- | ------- |
| 2020 | 43.590 | 65,42 | 66.628    | 81,34     | 81.910  |
| 2019 | 45.081 | 65,55 | 68.771    | 81,06     | 84.843  |
| 2018 | 40.565 | 60,88 | 66.633    | 80,99     | 82.274  |
| 2017 | 43.636 | 65,89 | 66.228    | 82,36     | 80.417  |
| 2016 | 45.407 | 64,04 | 70.900    | 78,64     | 90.154  |
| 2015 | 37.946 | 61,65 | 61.551    | 78,36     | 78.550  |
| 2014 | 38.462 | 60,24 | 63.848    | 79,21     | 80.607  |
| 2013 | 36.326 | 59,57 | 60.980    | 80,64     | 75.620  |
| 2012 | 35.947 | 58,59 | 61.354    | 80,95     | 75.797  |
| 2011 | 35.654 | 57,87 | 61.610    | 80,30     | 76.724  |
| 2010 | 32.782 | 55,56 | 59.002    | 79,29     | 74.412  |
| 2009 | 32.141 | 54,36 | 59.126    | 79,14     | 74.710  |
| 2008 | 32.020 | 53,71 | 59.611    | 78,77     | 75.675  |
| 2007 | 32.546 | 54,39 | 59.839    | 78,11     | 76.609  |

## Wirtschaft
Entlang des Çoruh finden sich Minen, in denen verschiedene Metalle abgebaut und über Bayburt vermarktet werden.

## Verschiedenes und Kultur
Ein bekannter Besucher der Stadt Bayburt war Marco Polo. Auf seiner Reise nach China verweilte er in Bayburt. Er berichtet von den Silberminen der Umgebung. Auch der türkische Reisende Evliya Çelebi besuchte Bayburt.
In Bayburt befinden sich das angebliche Grab und die Wohnstätte von Dede Korkut, einem von Mittelasien nach Anatolien gewanderten Heiligen. In den Erzählungen über Dede Korkut, die zu den Höhepunkten der türkischen Literaturgeschichte gehören, werden die Ereignisse der damaligen Zeit in sagenhafter Form erzählt. Da Bayburt in der Erzählung eine Rolle spielt, wird hier jedes Jahr das Fest des Dede Korkut gefeiert. Die Geschichten gehen auf das 12. Jahrhundert zurück. Das Jahr 1999 wurde von der UNESCO zum 'Dede-Korkut-Jahr' erklärt. Auch im Ausland fanden viele Feiern und Veranstaltungen zu Ehren von Dede Korkut statt.
In Bayburt wird noch das alte türkische Pferdespiel Cirit (Cavgan) gespielt. Die Türken brachten das Spiel von Mittelasien nach Anatolien. Pferde waren seit jeher heilige Tiere für die Turkvölker.
Am 21. Februar wird der Befreiungstag gefeiert.

## Bildung
Die Universität Bayburt befindet sich im Zentrum der Stadt. Zu ihr gehören Fakultäten für Technik, Kunst, Wissenschaft und Verwaltungswissenschaften sowie mehrere Berufsschulen.
M. Mollamahmutoglu ist Gründer und Rektor der Universität und ist seit dem 15. September 2008 in seinem Amt.

## Söhne und Töchter der Stadt
- Hovhannes XI. von Bayburt (1757–1817), Erzbischof und armenischer Patriarch von Konstantinopel
- Krikor Amirian (1888–1964), armenischer Befehlshaber der osmanischen Armee
- Hanefi Yeter (* 1947), Kunstmaler
- Suat Türker (1976–2023), Fußballspieler
- Murat Kalkan (* 1986), Fußballspieler
- Ednan Aslan (* 1959), Religionspädagoge